# Kyle Bartley
Kyle Bartley (Stockport, 22 mei 1991) is een Engels professioneel voetballer die doorgaans als verdediger speelt. Hij tekende in augustus 2012 een contract bij Swansea City, dat circa €1.250.000,- voor hem betaalde aan Arsenal.

## Carrière

### Jeugd
Bartley werd in 2005 opgenomen in de jeugdopleiding van Bolton Wanderers. Hij verruilde die op 31 juli 2007 vervolgens voor die van Arsenal. Daar won hij onder meer de FA Youth Cup.

### Arsenal
Bartley debuteerde op 9 december 2009 in het betaald voetbal. Hij speelde die dag met Arsenal een wedstrijd in de Champions League tegen Olympiakos Piraeus. Al snel daarna, in de hoop meer speeltijd te krijgen, werd Bartley verhuurd aan Sheffield United.

### Sheffield United
Arsenal verhuurde Bartley in 2010 aan Sheffield United, op dat moment actief in de Championship. Daarvoor speelde hij dat seizoen veertien competitiewedstrijden. In de zomer van 2010 verhuurde Arsenal Bartley ook voor de duur van het seizoen 2010-2011 aan Sheffield. Een gedeelte van het jaar miste hij vanwege een blessure aan zijn jukbeen. Na een half seizoen werd zijn huurperiode bij Sheffield beëindigd en voortgezet bij Glasgow Rangers.

### Rangers
Bartley scoorde in dienst van Glasgow Rangers zijn eerste doelpunt in het betaald voetbal. Zijn goal was meteen ook de enige treffer tijdens een 1-0-overwinning op St. Mirren. 

### Swansea
Bartley tekende op 12 augustus 2012 een driejarig contract bij Swansea City, dat Arsenal één miljoen Engelse pond voor hem betaalde. Hij maakte zijn debuut in de tweede ronde van de League Cup in 2012, tegen Barnsley (3-1 winst). Dat seizoen speelde hij twee competitiewedstrijden in de Premier League voor de club.

### Birmingham City
Swansea verhuurde Bartley op 2 juli 2013 voor één seizoen aan Birmingham City, dan spelend in de Championship. Bartley werd meteen opgesteld in de eerste wedstrijd van het seizoen, thuis tegen Watford (0-1 verlies). Zijn eerste goal voor Birmingham scoorde hij in de tweede wedstrijd, tegen Plymouth Argyle in de League Cup (3-2 winst). Hij scoorde daarna nog twee keer voor Birmingham City, in een met 3-1 gewonnen wedstrijd tegen Huddersfield Town. Die wedstrijd moest hij ook vroegtijdig het veld verlaten met twee keer geel.

## Erelijst
| League Cup | 1x | 2012/13 |